# Guillac (Gironda)
Guillac é uma comuna francesa na região administrativa da Nova Aquitânia, no departamento da Gironda. Estende-se por uma área de 3,06 km². Em 2010 a comuna tinha 163 habitantes (densidade: 53,3 hab./km²).